# Carlos Alberto Riccelli
Carlos Alberto Riccelli (San Paolo, 3 luglio 1946) è un attore e regista brasiliano di origini italiane.

## Biografia
Marito della collega Bruna Lombardi, sua partner nelle telenovelas Aritana (1978) e Tormento d'amore - La vera storia del conte Dracula (1980), nella quale interpretavano rispettivamente il figlio di Dracula e la donna da lui amata, per alcuni anni ha vissuto negli Stati Uniti d'America con la sua famiglia, pur continuando a recitare in lavori televisivi e cinematografici brasiliani. Nel 1983 è stato nel cast della fortunata telenovela Vite rubate. Nel 1988 è apparso in Senza scrupoli. Nel 1999 ha ottenuto un ruolo importante in un'altra telenovela, La scelta di Francisca. Nel 2005 ha fatto il suo esordio alla regia, dirigendo il primo di alcuni lungometraggi, interpretati dalla moglie. Nel 2012 è stato scritturato per Guerra dos sexos. Nel 2017 ha diretto la serie tv A Vida Secreta dos Casais, ideata dalla moglie e interpretata da entrambi i coniugi.

## Vita privata
In prime nozze ha sposato nel 1972 l'attrice uruguaiana Carmen Monegal; i due hanno poi divorziato cinque anni dopo. Dal matrimonio con Bruna Lombardi, sua moglie dal 1978, è nato un figlio, l'attore Kim Riccelli. 

## Filmografia parziale

### Cinema

#### Attore
- A Moreninha (1970)
- O Princípio do Prazer (1979)
- Non portano lo smoking (Eles não usam black tie, 1980)
- Sonho Sem Fim (1985)
- Leila Diniz (1987)
- The Long Haul (1988)
- The Best Revenge - Vendetta Assassina (1996)
- Federal (2010)

#### Regista
- Stress, Orgasms, and Salvation (2005)
- O Signo da Cidade (2007)
- Onde está a Felicidade? (2011)
- Amor em Sampa (2016)

### Televisione
| Anno | Titolo                                                                        | Personaggio                     | Canale televisivo |
| ---- | ----------------------------------------------------------------------------- | ------------------------------- | ----------------- |
| 1971 | O Preço de um Homem                                                           | Lucas Andrade                   | Rede Tupi         |
| 1971 | Hospital                                                                      | Teobaldo Munhoz (Tato)          | Rede Tupi         |
| 1972 | Na Idade do Lobo                                                              | N.D.                            | Rede Tupi         |
| 1972 | Vitória Bonelli                                                               | Mateus Bonelli                  | Rede Tupi         |
| 1974 | Supermanoela                                                                  | Ribamar Cardoso                 | Rede Globo        |
| 1975 | A Viagem                                                                      | César Jordão Júnior (Júnior)    | Rede Tupi         |
| 1977 | Éramos Seis                                                                   | Alfredo Abílio de Lemos         | Rede Tupi         |
| 1977 | O Espantalho                                                                  | Ney Nascimento                  | RecordTV          |
| 1978 | Aritana                                                                       | Aritana Kamaiurá                | Rede Tupi         |
| 1980 | Tormento d'amore - La vera storia del conte Dracula (Un homem muito especial) | Rafael Tepes                    | Rede Bandeirantes |
| 1982 | Sétimo Sentido                                                                | Rodolfo Bergman Rivoredo (Rudy) | Rede Globo        |
| 1983 | Vite rubate (Louco Amor)                                                      | Márcio Rocha                    | Rede Globo        |
| 1988 | Senza scrupoli (Vale Tudo)                                                    | César Ribeiro                   | Rede Globo        |
| 1990 | A, E, I, O... Urca                                                            | Aristide Campos (Tide)          | Rede Globo        |
| 1990 | Il paradiso del male (Riacho Doce)                                            | Nô                              | Rede Globo        |
| 1997 | A Indomada                                                                    | José Leandro (Zé Leandro)       | Rede Globo        |
| 1999 | La scelta di Francisca (Chiquinha Gonzaga)                                    | João Batista de Carvalho (JB)   | Rede Globo        |
| 2009 | Trago Comigo                                                                  | Telmo Marinicov                 | TV Cultura        |
| 2012 | Guerra dos sexos                                                              | Vitório Leone                   | Rede Globo        |
| 2017 | A Vida Secreta dos Casais                                                     | Detetive Luís                   | HBO Brasil        |